# Estació de Vacarisses-Torreblanca
Vacarisses-Torreblanca és una estació de ferrocarril propietat d'ADIF a la urbanització de Torreblanca de Vacarisses a la comarca del Vallès Occidental. L'estació forma part de la línia Barcelona-Manresa-Lleida i hi tenen parada trens de la línia R4 de Rodalies de Catalunya, operat per Renfe Operadora. Aquesta estació de la línia de Manresa va entrar en funcionament l'any 1859 quan va entrar en servei el tram construït per la Companyia del Ferrocarril de Saragossa a Barcelona entre Terrassa (1856) i Manresa.
L'estació actual té un únic edifici d'una sola planta al que s'hi accedeix per un pas sota la carretera C-58. Té dues vies amb andanes laterals, comunicades per un pas a nivell. Completen les instal·lacions una sots-central elèctrica que alimenta la línia aèria i un aparcament al costat de l'andana de la via 1.
Amb poc trànsit ferroviari, l'any 2016 va registrar l'entrada de 45.000 passatgers.

## Serveis ferroviaris
| Rodalia de Barcelona                                    |               |       |            |                        |
| Procedència/Destinació                                  | <             | Línia | >          | Procedència/Destinació |
| Sant Vicenç de Calders Vilafranca del Penedès Martorell | Viladecavalls |       | Vacarisses | Manresa                |